# Torre di Santo Stefano

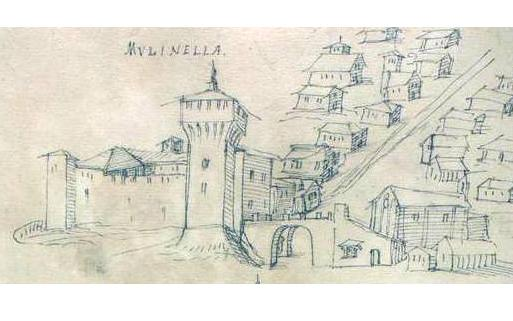
La torre e il fortilizio da un disegno di Ignazio Danti del 1578

La Torre di Santo Stefano è il principale monumento storico di Molinella, nella città metropolitana di Bologna. Compare anche nello stemma ufficiale del comune, affiancata dalla ruota di un mulino ad acqua.
L'attuale edificio è una ricostruzione quattrocentesca sulle stesse fondazioni dell'originaria dell'inizio del Trecento.

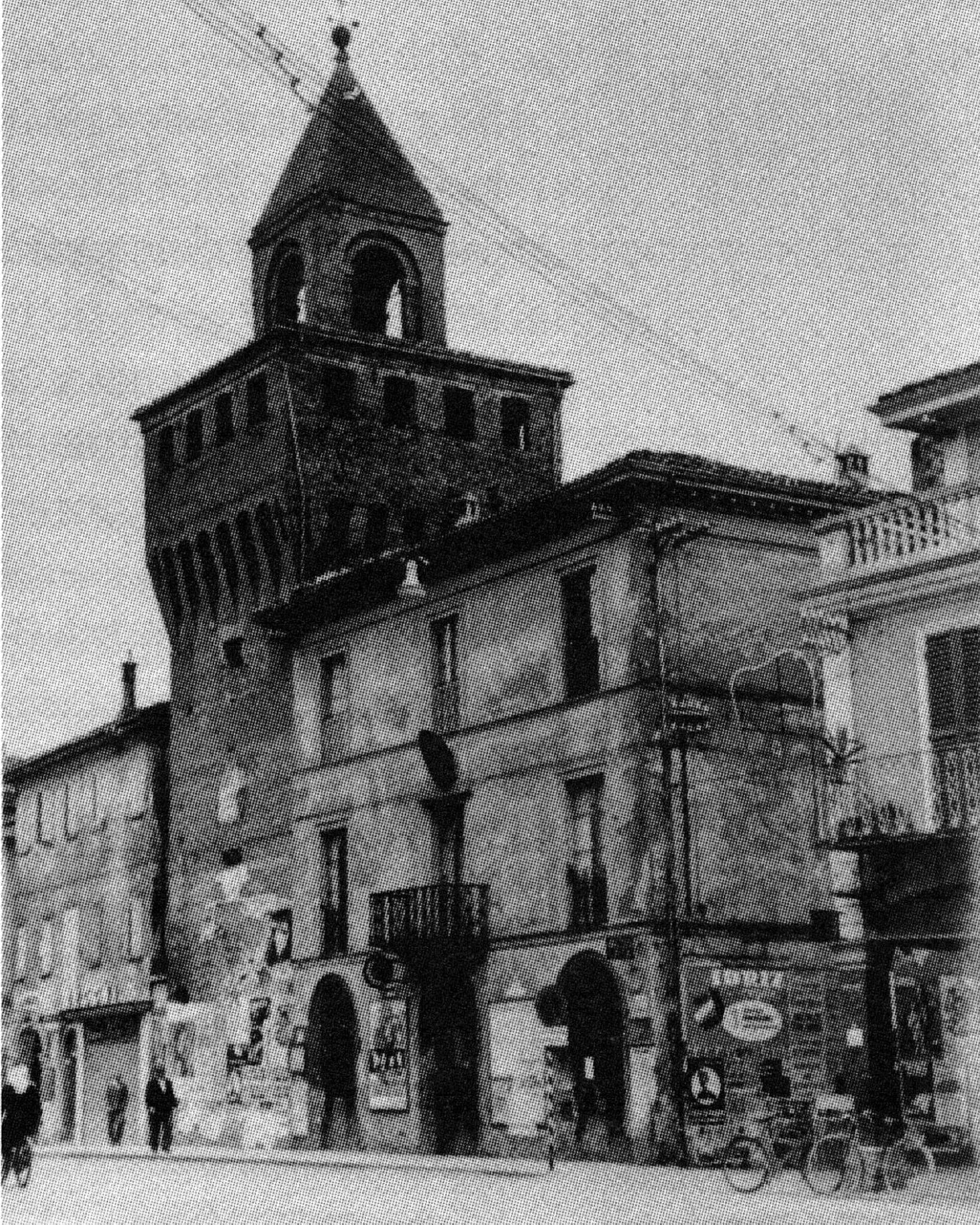
La torre di Santo Stefano in una foto degli inizi del '900 con il palazzo comunale addossato su un fianco

## Storia
Non si conosce la data esatta della costruzione ma è certo che era già presente nel 1322 ed era intitolata al Santo Stefano.
Venne costruita dalla città libera di Bologna sul Ludurium (una strategica lingua di terra che emergeva dalle paludi circostanti) per rinforzare il confine nord orientale dato che la più antica Torre dei Cavalli (del XIII secolo, crollata nel XVIII secolo) non riusciva a garantire una difesa efficace dell'esteso confine.
Poco dopo la sua costruzione o contestualmente a essa, venne eretto un annesso fortilizio, denominato castello di Santo Stefano.
In origine erano certamente merlati sia la torre che il castello.
La torre venne assediata una prima volta nel 1360 dalle truppe di Bernabò Visconti, comandate dal marchese di Ferrara Francesco d'Este, durante la campagna che ambiva all'annessione di Bologna ai suoi domini. La torre comandata in quei giorni da tale Lambertazzi si arrese spontaneamente al nemico. Il Bernabò in seguito abbandonò il suo proposito di assediare Bologna e si ritirò.
Nel 1371 il cardinale Anglico scrive della torre: "La torre di Molinella è posta fra acque e valli e qui vi è un passo pel quale si va ad Argenta, a Ferrara, alla bassa Romagna per acqua e dal qual passo transitano molte mercanzie, tante importate a Bologna, quante esportate per detti luoghi. Dista IV miglia andando per acqua dalla torre dei Cavalli, e circa XX da Bologna e circa X da Argenta. Detta torre è custodita da un castellano bolognese che ha prestate buone garanzie alla Camera e riceve in paga sei fiorini e mezzo" 
Dopo alcuni decenni la zona di Molinella venne nuovamente invasa dal nipote di Bernabò, Gian Galeazzo Visconti deciso ad impadronirsi finalmente di Bologna. Il suo alleato Alberto V d'Este assediò la torre il 12 agosto 1390, che dopo una breve resistenza capitolò. Torre e castello furono rasi al suolo. Gian Galeazzo continuò a estendere i suoi possedimenti in tutta l'Italia Settentrionale diventandone in quegli anni il più potente Signore.
Il cerchio attorno a Bologna si strinse sempre più fino a quando, con la decisiva Battaglia di Casalecchio, anch'essa capitolò.
Non si sa con certezza quando la torre fu ricostruita, di certo era già eretta nel 1448 come si legge nel Della Historia di Bologna del Ghirardacci (II tomo, p. 52). Venne usata principalmente con la funzione di carcere e tenuta da un capitano nominato a Bologna. In principio doveva essere merlata, solo dopo il 1530 vi fu sistemato il tetto a quattro spioventi sormontato da una guglia piramidale, questo per ospitare le campane della prospiciente Chiesa di San Matteo che era priva di campanile. Questo è l'aspetto che è visibile ancora ai giorni nostri. Le rovine del castello annesso vennero fortemente restaurate e rimaneggiate e parte di esse vennero utilizzate come primo Municipio del futuro Comune di Molinella.